# Tom Fears
Thomas „Tom“ Jesse Fears (* 31. Dezember 1922 in Guadalajara, Mexiko; † 4. Januar 2000 in Palm Desert, Kalifornien) war ein US-amerikanischer American-Football-Spieler und -Trainer. Er spielte als End in der National Football League (NFL) bei den Los Angeles Rams und war der erste Head Coach der New Orleans Saints.

## Jugend
Tom Fears wurde als Sohn einer Mexikanerin und eines US-amerikanischen Bergbauingenieurs in Mexiko geboren. Kurz nach seiner Geburt zog die Familie nach Los Angeles um, wo er auch die High School besuchte. Tom Fears Jugend fiel in die Zeit der Großen Depression und er war daher zur Bestreitung seines Lebensunterhalts gezwungen nebenbei in einer Blumengroßhandlung Lastkraftwagen zu beladen. Auf der Schule spielte er bereits American Football auf der Position eines Ends.

## Spielerlaufbahn

### Collegekarriere
Im Jahr 1942 studierte Tom Fears an der Santa Clara University. Fears spielte für deren Footballteam und wurde 1942 in die Ligaauswahl gewählt. Während des Zweiten Weltkrieges geriet sein Vater in japanische Kriegsgefangenschaft und er selbst wurde zum Wehrdienst eingezogen. Auf eigenen Wunsch wurde Fears von dem United States Army Air Corps zum Piloten ausgebildet. Er kam jedoch nicht zum Kriegseinsatz, sondern wurde nach Colorado Springs versetzt, wo er in einer Militärmannschaft Football spielte. Nach dem Krieg folgte Fears seinem Bruder Charles an die University of California, Los Angeles und setzte dort 1946 und 1947 sein Studium und seine Footballkarriere fort. In beiden Jahren wurde er aufgrund seiner sportlichen Leistungen zum All-American gewählt. Auch sein College zeichnete ihn aus. Seine Spielzeit in Los Angeles verlief nicht vollkommen skandalfrei. Entgegen den Regeln im College Football machten mehrere Spieler der "UCLA Bruins" in einer Anzeige Werbung für ein Kleidergeschäft. Die Angelegenheit wurde jedoch nicht weiter verfolgt, da die Gesichter der Spieler nicht zu erkennen waren.

### Profikarriere
Tom Fears wurde bereits im Jahr 1945 von den Los Angeles Rams in der elften Runde an 108 Stelle gedraftet. Die Beendigung seines Studiums wurde jedoch von ihm vorgezogen. Um ihn zur Vertragsunterschrift zu bewegen, boten ihm die Rams einen Kontrakt an, der ihm ein Jahreseinkommen von 6.000 US-Dollar, sowie einen einmaligen Bonus von 500 US-Dollar zusicherte. Fears schloss sich daraufhin 1948 den Rams an und wurde zunächst als Defensive Back eingesetzt. In seinem ersten Spiel fing er zwei Interceptions und konnte einen davon zu einem Touchdown verwerten. In dem Spiel gegen die Detroit Lions erzielte er einen zweiten Touchdown mit einem Passfang. Unmittelbar nach dem Spiel wechselte Fears auf die Position eines Ends. 1949 verpflichteten die Rams Elroy Hirsch, der fortan als End zusammen mit Fears in der Offense der Rams eingesetzt wurde. Im gleichen Jahr zog Fears mit dem Team zum ersten Mal in das NFL-Endspiel ein, wo man den von Greasy Neale trainierten Philadelphia Eagles mit 14:0 unterlag. 1950 übernahm Joe Stydahar das Traineramt bei den Rams und führte das Team zum zweiten Mal in Folge in das Meisterschaftsspiel. Gegner waren die Cleveland Browns, die sich in einem knappen Spiel mit 30:28 durchsetzen konnten. Fears fing in dem Spiel neun Pässe von Quarterback Bob Waterfield zu einem Raumgewinn von 136 Yards. Das Jahr 1951 sollte für Fears und die Rams erheblich erfolgreicher verlaufen. Erneut waren im Endspiel die Browns der Gegner und diesmal konnten sich die Rams durchsetzen. Beim 24:17-Sieg seiner Mannschaft über das von Paul Brown trainierte Team aus Cleveland erzielte Fears den spielentscheidenden Touchdown aufgrund eines 73 Yard Passes von Norm Van Brocklin. Mit drei weiteren gefangenen Pässen gelang ihm darüber hinaus ein Raumgewinn von insgesamt 73 Yards, was einem Gesamtraumgewinn von 146 Yards entspricht. 1955 bestritt Fears mit den Rams sein viertes Endspiel. Die Mannschaft traf erneut auf die Browns und verlor mit 38:14. Nach der Saison 1956 beendete Fears seine Spielerlaufbahn. Fears stellte zahlreiche NFL Jahresbestleistungen auf. In den Jahren 1948 bis 1950 hatte er die meisten Passfänge aller Spieler der Liga. Im Jahr 1950 lag sein Gesamtraumgewinn in der Saison bei 1116 Yards. Am 3. Dezember 1950 gelangen Fears in einem Spiel gegen die Packers 18 Passfänge. Damit befindet er sich noch heute in der Bestenliste der NFL auf Platz 3.

## Trainerlaufbahn
1959 arbeitete Fears als Assistenztrainer von Vince Lombardi bei den Green Bay Packers. 1960 kehrte er zu den Rams zurück und wurde dort Assistenz seines ehemaligen Mitspielers Bob Waterfield. 1962 heuerte er erneut bei den Packers an und wurde mit der Mannschaft aus Green Bay in den Jahren 1962 und 1965 NFL-Meister. Nach einer Zwischenstation bei den Atlanta Falcons erhielt Fears ein Angebot der New Orleans Saints und übernahm dort das Amt des Head Coaches. Fears gelang es nicht aus den Saints ein Spitzenteam zu fordern. 1970 wurde er im Laufe der Saison nach einer Niederlagenserie seiner Mannschaft entlassen. 1971 und 1972 arbeitete er als Assistenztrainer bei den Philadelphia Eagles. 1974 wurde er von der Mannschaft der Southern California Sun als Cheftrainer verpflichtet. Die Sun waren in der nur kurzfristig bestehenden World Football League (WFL) angesiedelt, die 1975 den Spielbetrieb einstellen musste. In den Jahren 1983 bis 1985 war Fears Mitglied im Management der Los Angeles Express, die in der United States Football League (USFL) spielten. Nachdem die USFL nach der Saison 1985 den Spielbetrieb einstellte, setzte sich Fears zur Ruhe.

## Nach der Laufbahn
Tom Fears war von 1952 bis zu seinem Tod verheiratet. Er hatte sechs Kinder und starb im Alter von 77 Jahren. Sechs Jahre vor seinem Tod wurde bei ihm die Alzheimer-Krankheit diagnostiziert, an welcher er letztendlich auch verstarb. Thomas Fears ist auf dem Ascension Cemetery in Lake Forest beerdigt.

## Ehrungen
Tom Fears spielte in einem Pro Bowl, dem Abschlussspiel der besten Spieler einer Saison. Er wurde fünfmal zum All-Pro gewählt. Thomas Fears ist Mitglied im NFL 1950s All-Decade Team, in der Pro Football Hall of Fame, in der College Football Hall of Fame, im Los Angeles Rams 40th Anniversary Team und in der UCLA Athletic Hall of Fame. Die St. Louis Rams ehren ihn auf dem Ring of Fame.